# Reichenbachia snowi
Reichenbachia snowi är en skalbaggsart som beskrevs av Fletcher 1932. Reichenbachia snowi ingår i släktet Reichenbachia och familjen kortvingar. Inga underarter finns listade i Catalogue of Life.